# Futbol a Liechtenstein
El futbol és un dels esports més populars a Liechtenstein.

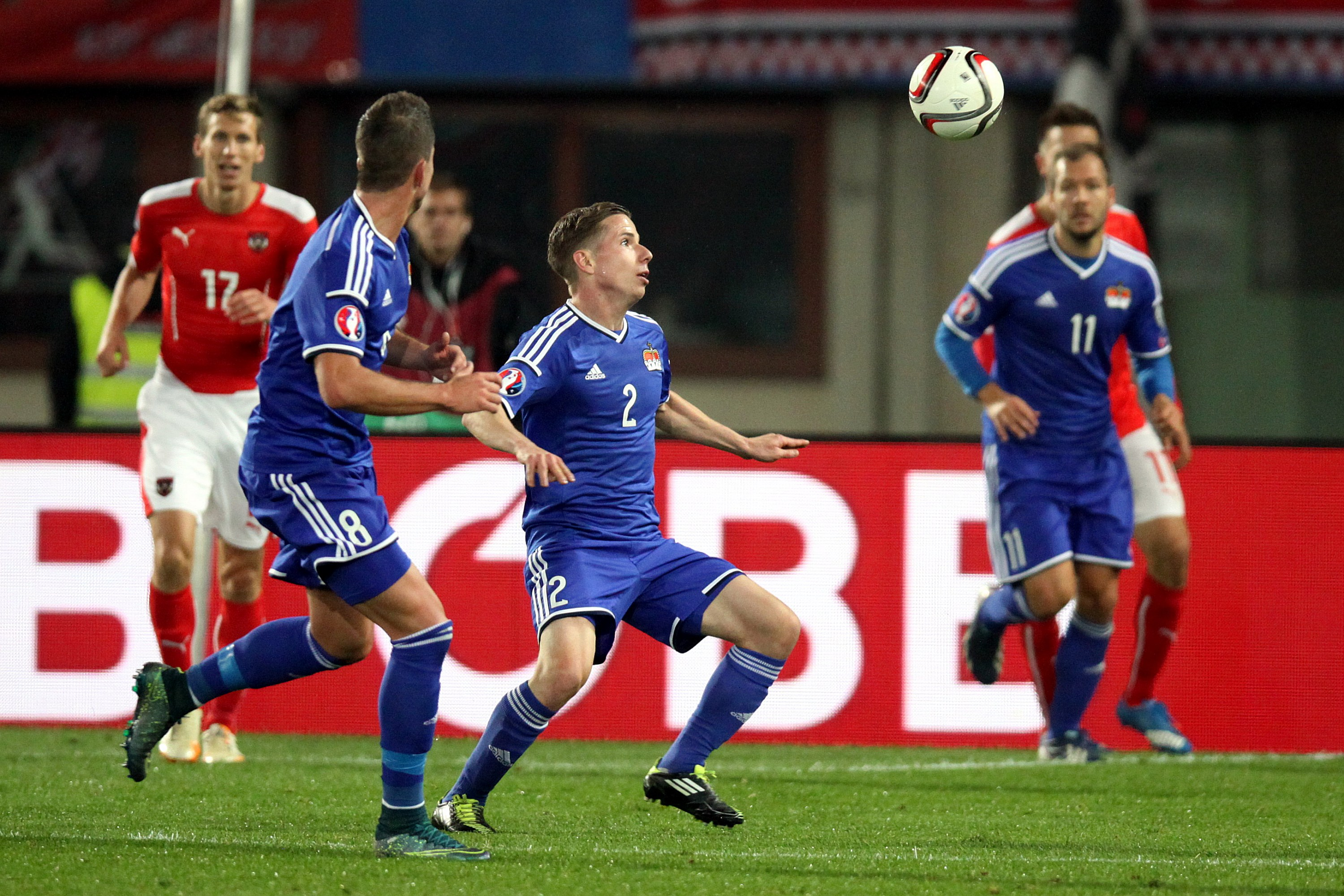
Jugadors de Liechtenstein (de blau) davant Àustria el 2015.

## Selecció nacional
La selecció de futbol de Liechtenstein diputà el seu primer partit oficial el 9 de març de 1982 a Balzers davant la selecció B de Suïssa, partit que acabà 0-1. Mai s'ha classificat per una competició major. L'any 2006 aconseguí dues victòries i dos empats (2-2 davant Portugal i 0-0 Eslovàquia).
Liechtenstein no va tenir selecció femenina fins al 2006.

## Competicions
Liechtenstein és l'únic país de la UEFA que no té campionat de lliga i, per tant, no té cap plaça per la UEFA Champions League. Els clubs participen en la lliga suïssa de futbol.
Entre 1934 i 1937, dins la Federació Suïssa, els clubs de Liechtenstein disputaren un torneig només per clubs de Liechtenstein, que determinaren el Campió de Liechtenstein. FC Triesen guanyà la competició els anys 1934, 1935 i 1937. Des de 1945 es disputa la Copa de Liechtenstein de futbol.

## Principals clubs i estadis

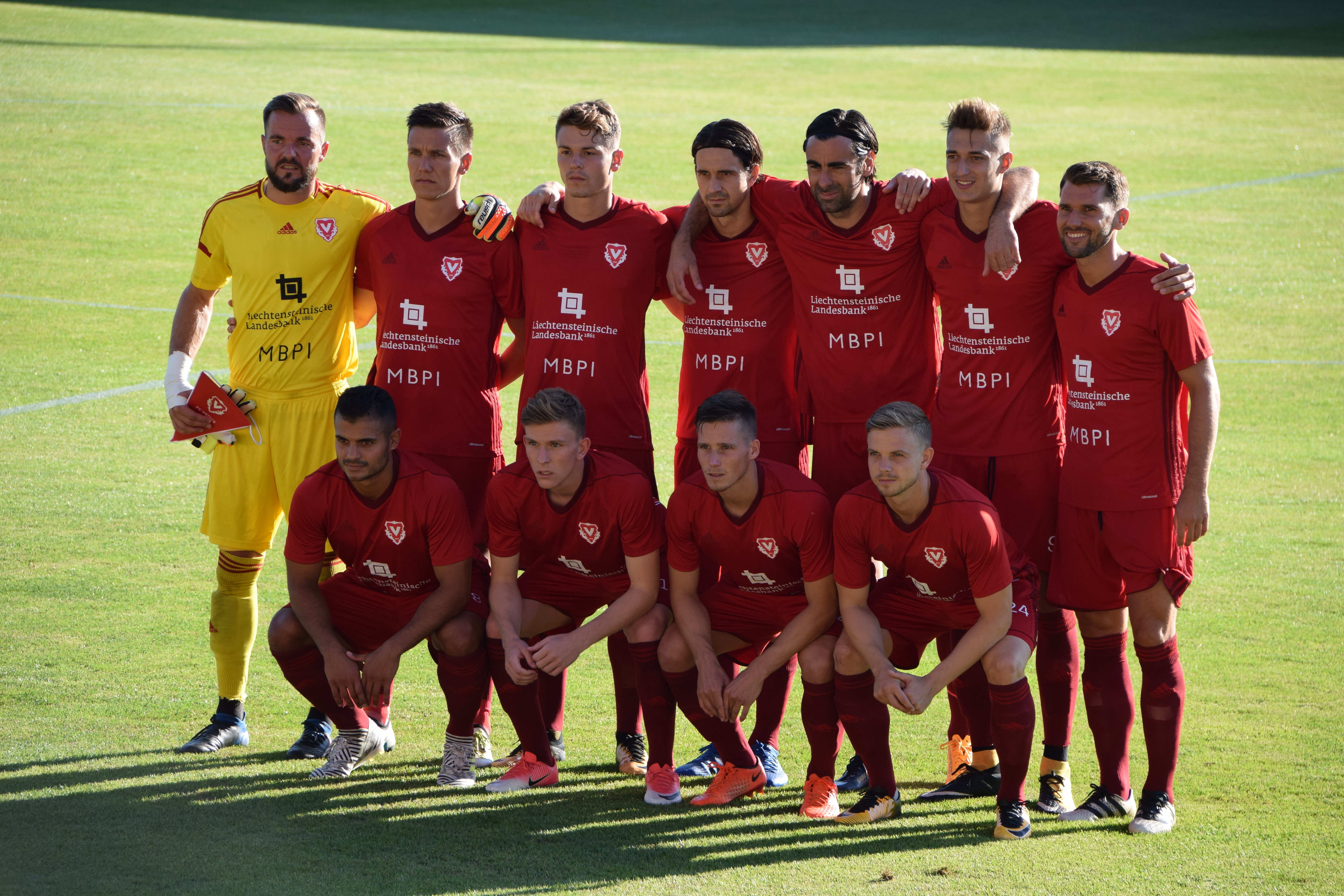
FC Vaduz.

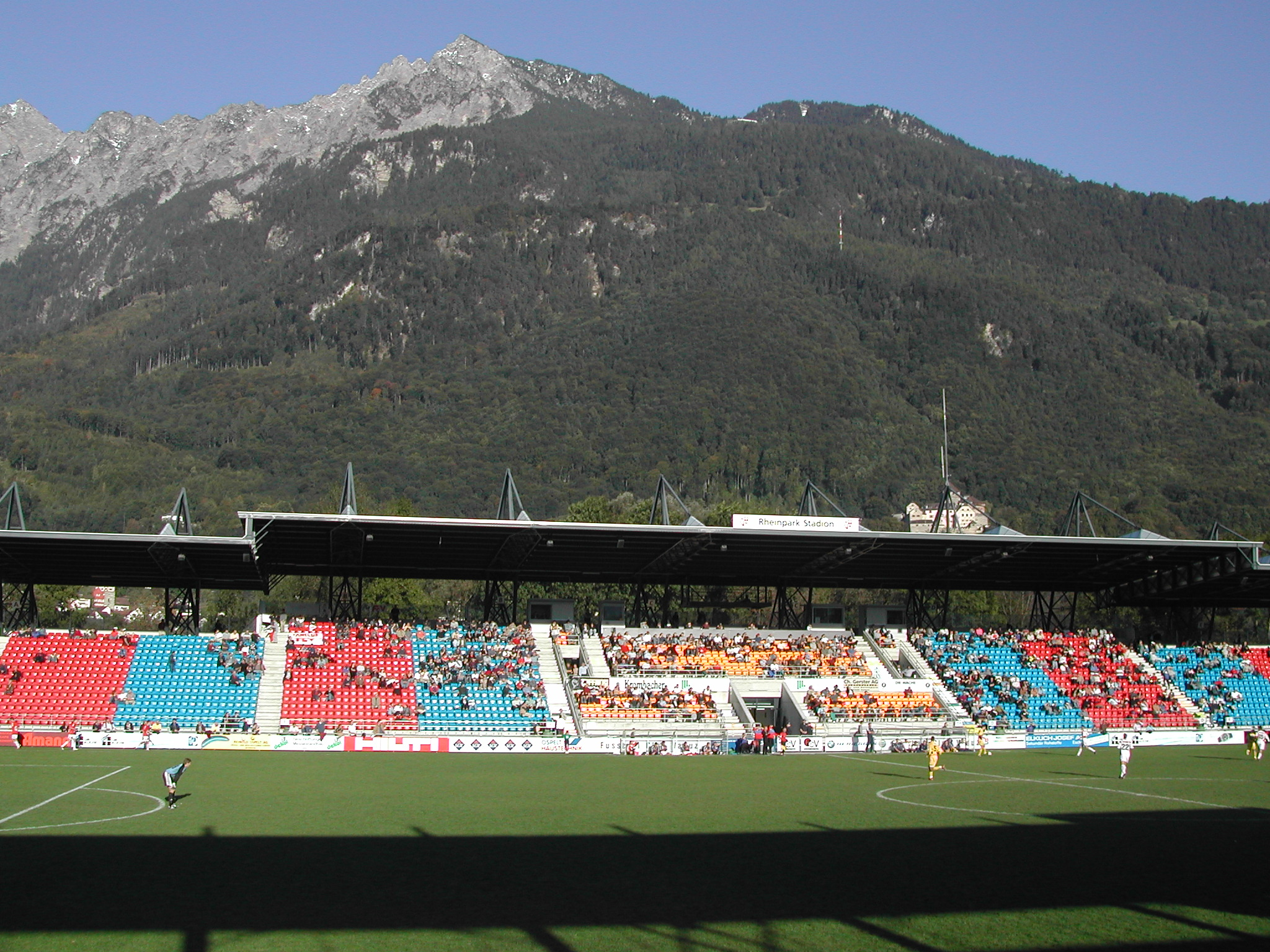
Rheinpark Stadion.

| Club              | Estadi                  | Capacitat |
| ----------------- | ----------------------- | --------- |
| FC Balzers        | Sportplatz Rheinau      | 2.000     |
| USV Eschen/Mauren | Sportpark Eschen-Mauren | 2.000     |
| FC Ruggell        | Freizeitpark Widau      | 500       |
| FC Schaan         | Sportanlage Rheinwiese  | 1.500     |
| FC Triesen        | Sportanlage Blumenau    | 2.100     |
| FC Triesenberg    | Sportanlage Leitawies   | 800       |
| FC Vaduz          | Rheinpark Stadion       | 7.584     |

## Jugadors destacats
- Mario Frick
- Rainer Hasler
- Peter Jehle
- Marcel Buchel
- Martin Stocklasa
- Franz Burgmeier
- Sandro Wieser
- Michele Polverino
- Thomas Beck
- Daniel Hasler

Font: